# ججو ایر
ججو ایر (به انگلیسی: Jeju Air) یک شرکت هواپیمایی با کد یاتا 7C است که در تاریخ ۲۰۰۵ میلادی تأسیس شده است.
دفتر مرکزی ججو ایر در چجو، کره جنوبی واقع شده‌است و به ۱۴ مقصد، پرواز مستقیم انجام می‌دهد.